# Helena Dahlgren
Helena Dahlgren, född 1980 i Solna, är en svensk författare och översättare. Hon skriver för både barn och unga samt för vuxna.
Dahlgren debuterade som författare 2016 med skräckboksguiden 100 hemskaste (Modernista). 
Hon är även verksam som översättare och var en av personerna bakom litteratursidan Bokhora.se.
Dahlgren är bland annat författare till ungdomsserien om Ödesryttarna (Bonnier Carlsen bokförlag) som bygger på datorspelet Star Stable Online. Serien, som gavs ut 2018–2023, har översatts till nio språk.
År 2021 vann Dahlgren det amerikanska priset Kids' Book Choice Awards i kategorin Best Fantasy World Builder för den första boken i serien.

### Böcker för barn och unga

#### Ödesryttarna (Bonnier Carlsen)

##### Trilogi 1
Del 1: Jorvik kallar (2018)
Del 2: Legenden vaknar (2019)
Del 3: Mörkret faller (2020)

##### Trilogi 2
Del 1: Skuggor över Jorvik (2019)
Del 2: Fången i Pandoria (2022)
Del 3: Aideens gåva (2023) 

##### Fristående novellsamlingar
Fyra berättelser från Jorvik (2019)
Spökhistorier från Jorvik (2020)
Stallberättelser från Jorvik (2021)

#### Skräck på sociala medier (Nypon förlag)
Bleke Karl (2021)
De väntar på mig (2022)
En perfekt selfie (2022)
Flickan med det röda håret (2023)
Dödlig dans (2023)
Rösten från förr (2024)
Ond jul (2024)
Välkommen till Skelettklubben (januari 2025)

#### Trädets hemlighet (Nypon förlag)
Wilma (2020)
Nour (2021)
Sebbe (2022)

#### Övriga böcker för barn och unga
Flickan i den rosa skogen (Nypon förlag 2019)
Döda drömmars ö (Bonnier Carlsen, utkommer i maj 2025)

### Böcker för vuxna

#### Ellens val (Lovereads By Forum)
Det nya livet (2021)
Kärleken (2021)
Vägskälet (2024)
Den ljusnande framtid (februari 2025) 

#### Kunglig kärlek (Lovereads By Forum)
Darling  (2024)

#### Övrigt
100 hemskaste (Modernista, 2016)
Orkidépojken (Constant reader, 2017)
Skarp (Bokförlaget Forum, 2022)

## Priser och nomineringar
- Vinnare av Kids' Book Choice Awards i kategorin Best Fantasy World Builder (2021).
- Nominerad till Crimetime Award och Storytel Awards.[3]